# Afrocerceis kenyensis
Afrocerceis kenyensis là một loài chân đều trong họ Sphaeromatidae. Loài này được Mueller miêu tả khoa học năm 1995.